# Matanzas
Matanzas és una ciutat de Cuba i capital de la província homònima.
Té una població aproximada de 120.000 habitants
Va ser fundada pels espanyols el 1693 com una vila fortificada per protegir el seu port davant del contraban generalitzat i l'atac de corsaris i pirates.
La ciutat va mantenir una economia pròspera com a centre de residència dels hisendats criolls que mantenien primer una ramaderia basada en l'obtenció de cuir i després una agricultura de plantació fonamentada primer en el conreu del tabac i després en la canya de sucre.
La proporció d'habitants esclaus negres sobre el total de la ciutat era molt alta.
Com a centre cultural i educatiu també va prendre molta importància i així va ser la segona ciutat cubana en disposar tant d'impremta com de ferrocarril (l'any 1839, abans que la línia Barcelona-Mataró, de 1848)
La ciutat de Matanzas va ser el principal bressol dels ritmes i balls de la música popular afrocubana com ara la colúmbia.

## Llocs d'interès

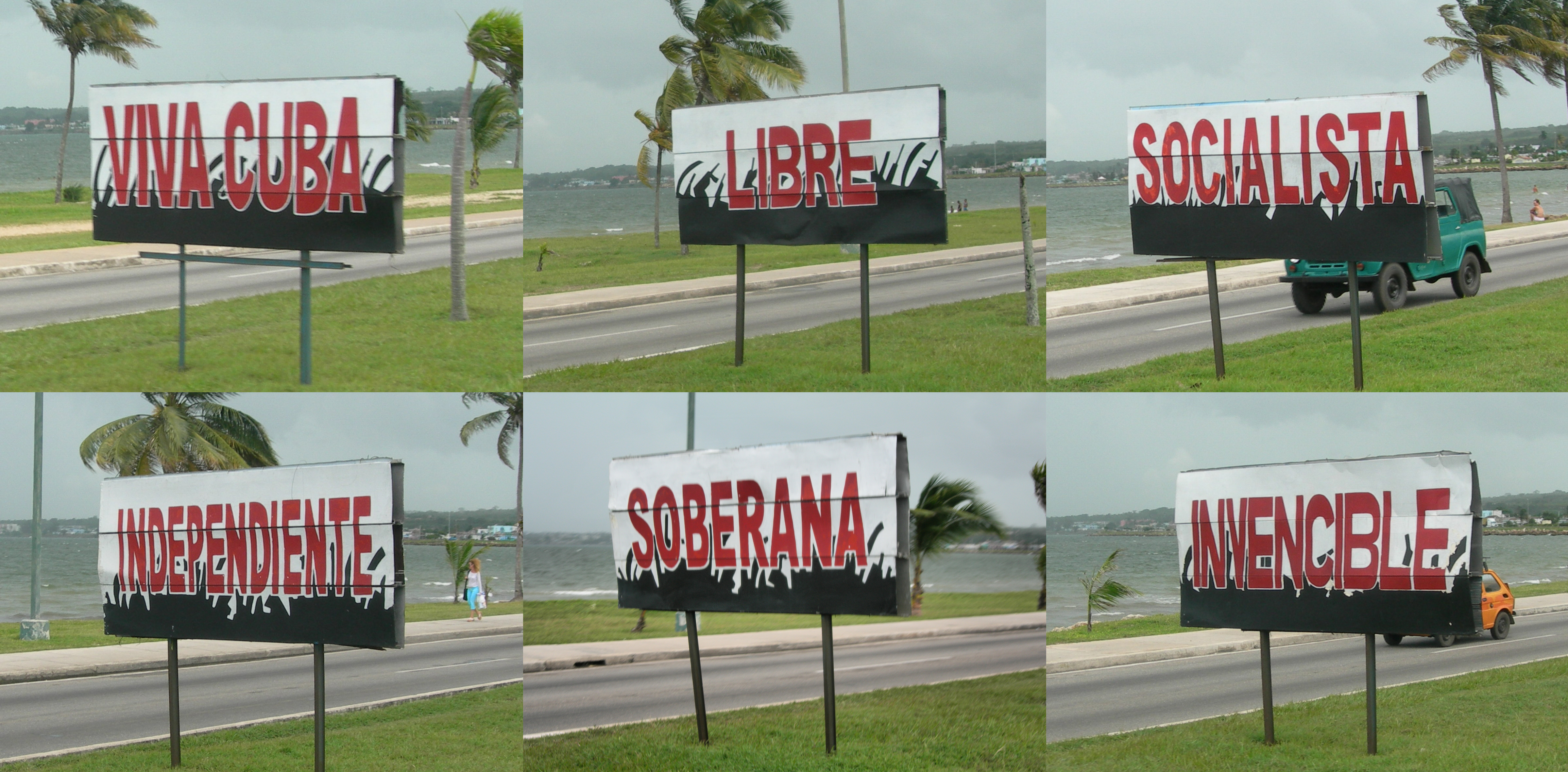
Propaganda pro-revolucionària a la costa

Entre les principals atraccions de Matanzas es troben belleses naturals com les mundialment famoses coves de Bellamar i la vall de Yumuri, que bordeja la ciutat i és probablement la segona més coneguda de Cuba després de la vall de Vinyales. Així mateix, constitueixen atractius locals el Museu Farmacèutic i el Museu Històric Provincial de Matanzas (Palacio de Junco). També és important destacar el Teatre Sauto, el Centre Cultural "La Vigia". A nivell místic convé destacar l'ermita de Montserrat i la catedral de Sant Carles Borromeo.

## Personatges il·lustres
- Pedro Juan Gutiérrez, escriptor.
- Ramon Domènec Perés i Perés, escriptor i periodista.
- Alexis Gianko Cabrera Pino, Gran Mestre d'escacs